# نيكولاس قاضي
نيكولاس قاضي (أسم الولادة نمير قاضي؛ سبتمبر 22, 1952) هو ممثل أمريكي-عراقي مولود في تركيا.
ولد في اسطنبول, تركيا, من نسب عراقي. كان والده نزار القاضي سفيرًا للعراق.
ظهر قاضي في العديد من مسلسلات كوميديا الموقف والمسلسلات التلفزيونية، جاغ, الخلية, إيلياس, 24, إي آر, ذا يونغ أند ذا رستلس و ذا وايانز بروس. وهو يجيد العربية و الفرنسية.
ووفقًا للتعليق الذي نشره راي داون تشونغ و رون بيرلمان على فيلم البحث عن النار دي في دي (1981)، ألتقى القاضي بزوجته في مجموعة الفيلم (كانت ممرضة في أسكتلندا) وكان بيرلمان هو الأب الروحي لأبنتهم.
وهو الشقيق التوأم لـناصر القاضي.

## أفلامه
- غلي (مظهر) (2014)
- أورانج (2008)
- كلير كت، سمبل (2007)
- جندي الرب (2005)
- الشتاء البارد (2005)
- محمد: خاتم الأنبياء (2002)
- ضربة الحرية (1998)
- أغنية العندليب (1998)
- جورج الغابة (1997)
- كونغو (1995)
- مي، مايسيلف أند آي (1992)
- نيفي سيلز (1990)
- البحث عن النار (1981)

## وصلات خارجية
- نيكولاس قاضي على موقع IMDb (الإنجليزية)
- نيكولاس قاضي على موقع قاعدة بيانات الفيلم (الإنجليزية)